# Hulikunta, Kudligi
Hulikunta là một làng thuộc tehsil Kudligi, huyện Bellary, bang Karnataka, Ấn Độ.